# Liste der Kunstwerke im öffentlichen Raum in Wien/Währing
Diese Liste der Kunstwerke im öffentlichen Raum in Währing enthält die im „Wien Kulturgut“ (digitalen Kulturstadtplan der Stadt Wien) gelisteten Kunstwerke im öffentlichen Raum (Public Art) im Bezirk Währing.
Gedenktafeln sind in der Liste der Gedenktafeln und Gedenksteine in Wien/Währing angeführt.

## Kunstwerke
| Foto |                 | Name | Typ                                      | Standort                                                                            | Künstler                                                   | Datierung          | Beschreibung | Metadaten                                                                                            |
| ---- | --------------- | --- | ---------------------------------------- | ----------------------------------------------------------------------------------- | ---------------------------------------------------------- | ------------------ | --- | --- |
| ja   | Datei hochladen | Norbert-Liebermann-Denkmal ID: 74460                                                                           | Denkmäler                                | Aumannplatz. Norbert-Liebermann-Park Standort                                       |                                                            | 1991               | Stein mit Inschriftentafel für Norbert Liebermann | |
| ja   | Datei hochladen | Kaiser-Franz-Josef-Denkmal ID: 74449 HERIS-ID: 5716 Objekt-ID: 1587                                            | Denkmäler                                | Bastiengasse 36-38. Frauenklinik Semmelweis. Standort                               | Georg Leisek                                               | 1910               | Statue von Kaiser Franz Joseph mit Überwurf und Urkunde in der Hand | |
| ja   | Datei hochladen | Ignaz-Semmelweis-Denkmal ID: 74451 HERIS-ID: 5716 Objekt-ID: 1587                                              | Denkmäler                                | Bastiengasse 36-38. Frauenklinik Semmelweis. Standort                               | Rudolf Schmidt                                             | 1944               | Büste Ignaz Semmelweis’ | |
| ja   | Datei hochladen | Kreuz im Dorotheerwald ID: 75970                                                                               | Sakrale Kleindenkmäler                   | Dorotheerwald. Keylwerthgasse / Sommerhaidgasse Standort                            |                                                            |                    | Holzkreuz mit Madonnenbild | |
| ja   | Datei hochladen | Maria mit Kind ID: 47381                                                                                       | Sakrale Kleindenkmäler                   | gegenüber Pötzleinsdorfer Straße 97 Standort                                        |                                                            |                    | Gotische Marienstatue mit dem Kind, das Weintrauben hält | Standort: Im Garten – an der Gartenmauer                                                             |
| ja   | Datei hochladen | Bildstock ID: 47380                                                                                            | Sakrale Kleindenkmäler                   | Gentzgasse / Ecke Semperstraße Standort                                             |                                                            | ca. 1700           | Vierkantpfeiler mit Tabernakelaufsatz, an dem neuere Mosaike angebracht sind | Standort: Im Grünstreifen                                                                            |
| ja   | Datei hochladen | Hl. Johannes von Nepomuk ID: 47371                                                                             | Sakrale Kleindenkmäler                   | Gentzgasse 14-20 Standort                                                           |                                                            | Mitte 18. Jh.      | Der Heilige Johannes Nepomuk steht auf einer ausladenden Wolke, die typischen Attribute (Kreuz, Märtyrerpalme) fehlen | Standort: Im Hof der Wohnhausanlage, in der Wiese                                                    |
| ja   | Datei hochladen | Rosenkranzweg ID: 48385 HERIS-ID: 65121 Objekt-ID: 77939                                                       | Sakrale Kleindenkmäler                   | Gentzgasse 140-142 Standort                                                         | Rochus Haas, Josef Schmalzhofer                            | ca. 1890           | Der fünfzehnteilige Rosenkranzweg besteht aus Pfeilern mit Tabernakelaufsätzen, in denen Reliefs der Rosenkranzgeheimnisse angebracht sind. Daneben gibt es noch eine Josefsgrotte und eine Lourdesgrotte. | Standort: Rund um die Weinhauser Pfarrkirche St. Joseph                                              |
| ja   | Datei hochladen | Luckerter Stein ID: 47373                                                                                      | Profanplastiken/Kunst am Bau freistehend | Gentzgasse 72 Standort                                                              |                                                            | 1637               | Der Stein stellt eine oben abgerundete Säule mit Loch dar. Er markierte die Grenze des Gerichtssprengels Währing und befand sich ursprünglich in der Währinger Hauptstraße. | Standort: Im Hof („Hof zum Luckerten Stein“)                                                         |
| ja   | Datei hochladen | Zierbrunnen mit Rehgruppe ID: 78438 HERIS-ID: 48838 Objekt-ID: 52394 Wiener Wohnen: 1311                       | Profanplastiken/Kunst am Bau freistehend | Gersthofer Straße 75-77 Standort                                                    | Rudolf Schmidt                                             | ca. 1931           | Steinplastik einer Rehmutter mit Kitz auf Betonsockel | Standort: Gartenhof                                                                                  |
| ja   | Datei hochladen | Pablo-Neruda-Denkmal ID: 74283                                                                                 | Denkmäler                                | Gersthofer Straße 125-129. Pablo-Neruda-Hof. Innenhof der Wohnhausanlage. Standort  |                                                            | 1980               | Schwarzer Stein mit Inschrift für Pablo Neruda | |
| ja   | Datei hochladen | künstlerisch gestaltete Wand „Bandornament“ ID: 41203                                                          | Profanplastiken/Kunst am Bau freistehend | Gersthofer Straße 125 Standort                                                      | Maria Biljan-Bilger                                        |                    | Steinschnitt auf Sandstein | Standort: Wohnhausanlage                                                                             |
| ja   | Datei hochladen | Hl. Johannes von Nepomuk-Kapelle ID: 47384                                                                     | Sakrale Kleindenkmäler                   | Gersthofer Straße / Ecke Salierigasse Standort                                      | Arnold Heymann                                             | 1907               | Diese kleine secessionistische Kapelle weist eine verglaste Rundbogentür an der Vorderseite und seitlich je ein verglastes Fenster auf. Im Feld über der Tür befinden sich Reliefs von Engelsköpfen und ein Christusmonogramm. Die Statue des Heiligen Johannes Nepomuk im Inneren stammt aus dem Jahr 1724.                                                                       | |
| ja   | Datei hochladen | Hl. Johannes von Nepomuk ID: 47386                                                                             | Sakrale Kleindenkmäler                   | Gersthofer Straße 127 Standort                                                      |                                                            | 2. Viertel 18. Jh. | Die Statue wurde 1980 bei Grabungen gefunden und auf einer Steinkonsole an der Hauswand aufgestellt. Der Heilige Johannes Nepomuk steht auf Wolken mit weit ausgestrecktem linken und einem Kruzifix im rechten Arm, neben ihm steht ein Putto mit Schweigegestus. | Standort: Auf der Seitenfassade                                                                      |
| ja   | Datei hochladen | Bildstock ID: 47383 HERIS-ID: 63573 Objekt-ID: 76244                                                           | Sakrale Kleindenkmäler                   | Gersthofer Straße 131 Standort                                                      |                                                            | ca. 1470           | Der spätgotische Tabernakelaufsatz mit Krabben und Kreuzbekrönung steht auf einem leicht abgefasten Vierkantpfeiler. An den vier Seiten sind schlecht erhaltene Reliefs zu erkennen. | |
| ja   | Datei hochladen | Marienstatue ID: 47379 HERIS-ID: 63575 Objekt-ID: 76246                                                        | Sakrale Kleindenkmäler                   | Gertrudplatz Standort                                                               |                                                            | 1813               | Darstellung der Maria Immaculata auf Vierkantsockel | Standort: Vor der Nordfront der Währinger Pfarrkirche                                                |
| ja   | Datei hochladen | Josef-Kainz-Denkmal ID: 47391                                                                                  | Denkmäler                                | Josef-Kainz-Platz Standort                                                          | Sándor Járay                                               | 1911               | Die Bronzestatue auf Vierkantsockel stellt den Schauspieler Josef Kainz als Hamlet dar. | Standort: Im Josef-Kainz-Park                                                                        |
| ja   | Datei hochladen | Putto am Zierbrunnen ID: 78440                                                                                 | Profanplastiken/Kunst am Bau freistehend | Kreuzgasse 78-80 / Simonygasse 2A Standort                                          | Fritz Zerritsch der Ältere                                 | ca. 1925           | Bronzefigur auf Steinsäule im Lindenhof: ein Knabe hält einen Fisch in der Hand | Standort: Lindenhof                                                                                  |
| ja   | Datei hochladen | Ausstattung Garten Geymüllerschlössl ID: 48388 HERIS-ID: 69921 Objekt-ID: 83016                                | Profanplastiken/Kunst am Bau freistehend | Khevenhüllerstraße 2 / Pötzleinsdorfer Straße Standort                              |                                                            |                    | Im Garten des Geymüllerschlössels sind einige Objekte aus der Kunstsammlung von Franz Sobek ausgestellt, die meist aus dem 19. Jahrhundert stammen. Es handelt sich unter anderem um ein rundes Brunnenbecken mit Vase, neugotische Steinbänke und eine Figurengruppe Venus, Amor und Adonis.                                                                                      | Standort: Garten                                                                                     |
| ja   | Datei hochladen | 2 Plastiken: „Dogge“ und „Jagdhund“ ID: 42005                                                                  | Profanplastiken/Kunst am Bau freistehend | Paulinengasse 13 Standort                                                           | Heribert Rath                                              | 1951               | Zwei Natursteinplastiken | Standort: Wohnhausanlage, Stiegenaufgang                                                             |
| ja   | Datei hochladen | Stele ID: 41683                                                                                                | Profanplastiken/Kunst am Bau freistehend | Peter-Jordan-Straße 89-91 Standort                                                  | Stephan Kamenyecky                                         |                    | Skulptur aus Schleifstein | Standort: Wohnhausanlage                                                                             |
| ja   | Datei hochladen | Junge Menschen ID: 42534                                                                                       | Profanplastiken/Kunst am Bau freistehend | Pötzleinsdorfer Schlosspark Standort                                                | Hilde Uray                                                 | 1962               | Natursteinplastik | Standort: beim Teich                                                                                 |
| ja   | Datei hochladen | Venus ID: 74527                                                                                                | Profanplastiken/Kunst am Bau freistehend | Pötzleinsdorfer Schlosspark, Geymüllergasse 1 / Pötzleinsdorfer Straße 65. Standort |                                                            |                    | Diese fast lebensgroße barocke Venusfigur steht auf einer von Delphinen getragenen Muschel. | |
| ja   | Datei hochladen | Reliefierte Steinbank ID: 74541                                                                                | Profanplastiken/Kunst am Bau freistehend | Pötzleinsdorfer Schlosspark. Geymüllergasse 1 / Pötzleinsdorfer Straße 65. Standort |                                                            |                    | | |
| ja   | Datei hochladen | Kruzifix ID: 74549                                                                                             | Sakrale Kleindenkmäler                   | Pötzleinsdorfer Schlosspark. Geymüllergasse 1 / Pötzleinsdorfer Straße 65. Standort |                                                            |                    | Hohes Holzkreuz mit Corpus | Standort: Bei der Rudolf-Steiner-Schule                                                              |
| ja   | Datei hochladen | Weibliche Figur mit Putto Vulgo: Venus und Amor ID: 74539                                                      | Profanplastiken/Kunst am Bau freistehend | Pötzleinsdorfer Schlosspark. Geymüllergasse 1 / Pötzleinsdorfer Straße 65. Standort |                                                            |                    | | Standort: Beim Teich                                                                                 |
| ja   | Datei hochladen | Löwe (links des Eingangs) ID: 74525                                                                            | Profanplastiken/Kunst am Bau freistehend | Pötzleinsdorfer Schlosspark. Geymüllergasse 1 / Pötzleinsdorfer Straße 65. Standort |                                                            |                    | Sekundäraufstellung einer Löwenfigur, die ursprünglich wahrscheinlich eine Säule trug | Standort: Ehemaliger Parkeingang an der Pötzleinsdorfer Straße, links.                               |
| ja   | Datei hochladen | Löwe (rechts des Eingangs) ID: 74523                                                                           | Profanplastiken/Kunst am Bau freistehend | Pötzleinsdorfer Schlosspark. Geymüllergasse 1 / Pötzleinsdorfer Straße 65. Standort |                                                            |                    | Sekundäraufstellung einer Löwenfigur, die ursprünglich wahrscheinlich eine Säule trug | Standort: Beim ehemaligen Parkeingang an der Pötzleinsdorfer Straße, rechts.                         |
| ja   | Datei hochladen | Bass (Attikafirgur des ehem. Ringtheaters) ID: 74536                                                           | Profanplastiken/Kunst am Bau freistehend | Pötzleinsdorfer Schlosspark. Geymüllergasse 1 / Pötzleinsdorfer Straße 65. Standort | Friedrich Steger                                           | 1874               | Von der Attika des Ringtheaters stammend | |
| ja   | Datei hochladen | Alt (Attikafigur des ehem. Ringtheaters) ID: 74531                                                             | Profanplastiken/Kunst am Bau freistehend | Pötzleinsdorfer Schlosspark. Geymüllergasse 1 / Pötzleinsdorfer Straße 65. Standort | Friedrich Steger                                           | 1874               | Von der Attika des Ringtheaters stammend | |
| ja   | Datei hochladen | Tenor (Attikafigur des ehem. Ringtheaters) ID: 74534                                                           | Profanplastiken/Kunst am Bau freistehend | Pötzleinsdorfer Schlosspark. Geymüllergasse 1 / Pötzleinsdorfer Straße 65. Standort | Friedrich Steger                                           | 1874               | Von der Attika des Ringtheaters stammend | |
| ja   | Datei hochladen | Sopran (Attikafigur des ehem. Ringtheaters) ID: 74529                                                          | Profanplastiken/Kunst am Bau freistehend | Pötzleinsdorfer Schlosspark. Geymüllergasse 1 / Pötzleinsdorfer Straße 65. Standort | Friedrich Steger                                           | 1874               | Von der Attika des Ringtheaters stammend | |
| ja   | Datei hochladen | Zierbrunnen ID: 47390                                                                                          | Brunnen                                  | Pötzleinsdorfer Straße / Ecke Khevenhüllerstraße Standort                           |                                                            | 18. Jh.            | Wandbrunnen mit einer Maske, die Wasser in ein halbrundes Becken speit | Standort: Auf dem Vorplatz der Kirche, an der Gartenmauer                                            |
| ja   | Datei hochladen | 2 ehem. Grabsteine ID: 47393                                                                                   | Grabmäler/Grabhaine                      | Pötzleinsdorfer Straße / Ecke Khevenhüllerstraße Standort                           |                                                            | nach 1750          | Ein Gnadenstuhl mit Inschrift und einem Sockelrelief (arme Seelen) sowie eine puttengerahmte Stele mit einer Reliefdarstellung der Auferstehung der Toten | Standort: Am Vorplatz der Kirche, an der Gartenmauer                                                 |
| ja   | Datei hochladen | Bildbaum ID: 47388                                                                                             | Sakrale Kleindenkmäler                   | Pötzleinsdorfer Straße / Geroldgasse Standort                                       |                                                            |                    | Am Stumpf einer Traubeneiche sind zwei Marienbilder angebracht, das untere befindet sich in einem Holzkasten. Der Baum selbst wurde von der Stadt Wien unter der Nummer 741 als Naturdenkmal geführt. | Standort: Am Rand des Parkplatzes                                                                    |
| ja   | Datei hochladen | Pestkreuz Vulgo: Pichlerkreuz ID: 47382 HERIS-ID: 63571 Objekt-ID: 76242                                       | Sakrale Kleindenkmäler                   | Pötzleinsdorfer Straße 100 Standort                                                 |                                                            | ca. 1679           | Pfeiler mit Tabernakelaufsatz und vier Rundbogennischen, die Darstellung von Maria mit Kind in einer davon stammt aus dem Jahr 1914 | Standort: Stiegenaufgang von der Pötzleinsdorfer Straße zum Friedhof (nach dem Hausdurchgang rechts) |
| ja   | Datei hochladen | Brunnen „Zwei Kinder mit Schildkröte“ Vulgo: Richard-Kralik-Brunnen ID: 42454 HERIS-ID: 63487 Objekt-ID: 76155 | Brunnen                                  | Richard-Kralik-Platz Standort                                                       | Robert Ullmann                                             | 1954               | Der Natursteinbrunnen besteht aus zwei am Bauch liegenden Kindern und einer Schildkrötenfigur als Wasserspeier, zwischen beiden ist ein gerundetes Becken. | Standort: In der Mitte des begrünten Platzes                                                         |
| ja   | Datei hochladen | Wegkreuz ID: 47387                                                                                             | Sakrale Kleindenkmäler                   | Schafberggasse / Ecke Utopiaweg / Ecke Buchleitengasse Standort                     |                                                            |                    | Holzkreuz mit bemaltem Blechkruzifix | Standort: Im Pötzleinsdorfer Schlosspark – eingezäunter Bereich                                      |
| ja   | Datei hochladen | Ludwig van Beethoven – ehemalige Grabstätte ID: 47376 HERIS-ID: 63578 Objekt-ID: 76249                         | Grabmäler/Grabhaine                      | Schubertpark Standort                                                               |                                                            | 1827               | Ehemaliges Grabmal Ludwig van Beethovens auf dem Währinger Ortsfriedhofes: Pyramidenstumpf mit vergoldeten Verzierungen (Musikinstrument, Schmetterlinge) auf einem Sockel | Standort: An der Ostmauer                                                                            |
| ja   | Datei hochladen | Ehem. Grabstätte Franz Schuberts ID: 47377 HERIS-ID: 63578 Objekt-ID: 76249                                    | Grabmäler/Grabhaine                      | Schubertpark Standort                                                               | Franz Dieler                                               | 1828               | Ehemaliges Grabmal Franz Schuberts am Währinger Ortsfriedhofes: Mit ionischen Säulen flankierte Nische mit Schubertbüste, darüber ein Gebälk mit Inschrift | Standort: An der Ostmauer                                                                            |
| ja   | Datei hochladen | Kreuzigungsgruppe ID: 47375                                                                                    | Grabmäler/Grabhaine                      | Schubertpark – Gräberhain Standort                                                  | Friedrich Wilhelm Stiller                                  | 1720               | Auf einem stark abgekanteten von Putti umgebenen Sockel mit Inschrift erhebt sich ein Kruzifix auf Wolkensäulen, zu dessen Füßen eine kniende Maria Magdalena zu sehen ist. An der Balustrade die das Kruzifix einfassen, befinden sich die Figuren von Maria und Johannes dem Evangelisten. Das Kruzifix stand bis zu dessen Auflassung am Nikolaifriedhof im heutigen 3. Bezirk. | Standort: In der Mitte des Gräberhains                                                               |
| ja   | Datei hochladen | Friedhofskreuz ID: 47378                                                                                       | Sakrale Kleindenkmäler                   | Schubertpark – Gräberhain Standort                                                  |                                                            | ca. 1720           | Relikt des Währinger Ortsfriedhofs: ein reich verziertes Schmiedeeisenkreuz mit dem Auge Gottes in der Mitte, das sich auf einem geschwungenen Steinsockel mit reliefierten Todessymbolen befindet | Standort: Links beim Eingang in den Gräberhain                                                       |
| ja   | Datei hochladen | Heinz-Sandauer-Denkmal ID: 91578                                                                               | Denkmäler                                | Schubertpark Standort                                                               | Bernhard Reiner                                            |                    | Büste von Heinz Sandauer | |
| ja   | Datei hochladen | Stele „Menschen und Tiere“ ID: 41891                                                                           | Profanplastiken/Kunst am Bau freistehend | Thimiggasse 67-69 / Erndtgasse Standort                                             | Arnulf Neuwirth                                            | 1952               | Betonstele mit Mosaikbelag | Standort: Wohnhausanlage                                                                             |
| ja   | Datei hochladen | Vincenz-Prießnitz-Brunnen ID: 47389                                                                            | Brunnen                                  | Türkenschanzpark Standort                                                           | Anton Weber, Karl Schwerdtner                              | 1911               | Der Vincenz Prießnitz gewidmete Brunnen hat ein ovales Becken mit einem kaskadenartigen Stufenaufbau, auf dem sich eine weibliche Aktfigur befindet. | |
| ja   | Datei hochladen | Theodor-Hermann-von-Leschetitzky-Denkmal Vulgo: Leschetitzky-Bank ID: 47392                                    | Denkmäler                                | Türkenschanzpark Standort                                                           | Max Hegele, Hugo Taglang                                   | 1911               | Halbrunde Steinbank, in deren Lehne ein Reliefmedaillon von Theodor Leschetitzky eingelassen ist | Standort: Obere Parkhälfte, auf Seite der Universität für Bodenkultur                                |
| ja   | Datei hochladen | Hansl-Schmid-Denkmal ID: 74347                                                                                 | Denkmäler                                | Türkenschanzpark Standort                                                           | Rudolf Friedl                                              | 1987               | Büste des Wienerliedersängers Hansl Schmid (1897–1987) | |
| ja   | Datei hochladen | Emmerich-Kálmán-Denkmal ID: 74440                                                                              | Denkmäler                                | Türkenschanzpark Standort                                                           | Gyula Meszes-Thoth                                         | 1976               | Bronzebüste von Emmerich Kálmán | Standort: Nahe der Gersthofer Straße.                                                                |
| ja   | Datei hochladen | Leon-Askin-Denkmal ID: 74443                                                                                   | Denkmäler                                | Türkenschanzpark Standort                                                           | Hubert Wilfan                                              | 2007               | Bronzebüste von Leon Askin | |
| ja   | Datei hochladen | Auguste-Fickert-Denkmal ID: 74295                                                                              | Denkmäler                                | Türkenschanzpark Standort                                                           | Franz Seifert                                              | 1929               | Lebensgroßes Standbild von Auguste Fickert | Standort: Nächst dem Josef-Kainz-Platz, im Parkteil, wo die Vorortelinie eingewölbt ist.             |
| ja   | Datei hochladen | Adolf-Guttenberg-Denkmal ID: 74298                                                                             | Denkmäler                                | Türkenschanzpark Standort                                                           | Ludwig Hujer                                               | 1933               | Steinstele mit Reliefmedaillon von Adolf Guttenberg | Standort: Nahe der Universität für Bodenkultur                                                       |
| ja   | Datei hochladen | Kriegerdenkmal des Turnerbundes ID: 74341                                                                      | Denkmäler                                | Türkenschanzpark Standort                                                           | Carl Philipp                                               | 1932               | Hohe Steinstele mit Inschrift | Standort: Oberer Parkteil                                                                            |
| ja   | Datei hochladen | Arthur Schnitzler ID: 74369                                                                                    | Denkmäler                                | Türkenschanzpark Standort                                                           | Paul Peschke                                               |                    | Büste von Arthur Schnitzler | |
| ja   | Datei hochladen | Franz-Marschner-Denkmal ID: 74345                                                                              | Denkmäler                                | Türkenschanzpark Standort                                                           | Andreas Harsch                                             | 1933               | Findling mit Portraitreliefplatte von Franz Marschner | Standort: Nächst Südwesteingang.                                                                     |
| ja   | Datei hochladen | Adalbert Stifter ID: 74384                                                                                     | Denkmäler                                | Türkenschanzpark Standort                                                           | Carl Philipp                                               | 1919               | Überlebensgroßes Standbild von Adalbert Stifter auf einem Sockel mit Reliefs eines Knaben und eines Mädchens | Standort: „neuer Teil“.                                                                              |
| ja   | Datei hochladen | Kosaken-Denkmal ID: 74454                                                                                      | Denkmäler                                | Türkenschanzpark Standort                                                           | Oleksi Tschepelyk, Wolodymyr Tschepelyk, Wolodymyr Skulsky | 2003               | Die mehrteilige Bronzeplastik besteht aus einer sitzenden Figur mit Pfeife, einem grasenden Pferd und einem Inschriftenstein. Erinnert werden soll an den Einsatz der Kosaken bei der Entsatzschlacht um Wien am 12. September 1683. | |
| ja   | Datei hochladen | Pestkreuz ID: 47374                                                                                            | Sakrale Kleindenkmäler                   | Währinger Straße 111 / 113 Standort                                                 |                                                            | 1605               | Dieser Pfeiler mit spitzgiebeligen Tabernakelaufsatz stammt laut Inschrift aus dem Jahr 1605 und wurde 1906 an den jetzigen Standort versetzt. Im Aufsatz sind Nischen, eine enthält eine Gnadenstuhldarstellung. | Standort: Auf dem Gehsteig                                                                           |
| ja   | Datei hochladen | Hl. Johannes von Nepomuk ID: 47385                                                                             | Sakrale Kleindenkmäler                   | Währinger Straße 170 / 170A Standort                                                |                                                            | Mitte 18. Jh.      | Auf Wolken stehende Statue des hl. Johannes Nepomuk mit Kruzifix und Birett in einer mit einem Gitter verschlossenen Nische | Standort: In einer Rundbogennische zw. Nr. 170 und 170A                                              |
| ja   | Datei hochladen | Brunnen am Kutschkermarkt ID: 59816                                                                            | Brunnen                                  | Währinger Straße 93 Standort                                                        |                                                            |                    | Brunnen aus Stein und Bronze | Standort: Vor dem Kutschkermarkt                                                                     |
| ja   | Datei hochladen | Stehende Frau mit zwei Kindern ID: 41495 HERIS-ID: 48809 Objekt-ID: 52362                                      | Profanplastiken/Kunst am Bau freistehend | Währinger Straße 173-181 Standort                                                   | Gertrude Fronius                                           | 1959               | Kunststeinplastik | Standort: Hans Radl Schule                                                                           |
| BW   | Datei hochladen | Spielplastik „Rutsche“ ID: 42036                                                                               | Profanplastiken/Kunst am Bau freistehend | Währinger Straße 173-181 Standort                                                   | Alfons Riedel                                              | 1959               | Spielplastik aus Kunststein | Standort: Sonderschule                                                                               |